# Jarvis Jenkins
Jarvis Jenkins (Clemson, 24 aprile 1988) è un giocatore di football americano statunitense che gioca nel ruolo di defensive end per i Kansas City Chiefs della National Football League (NFL). Fu scelto nel corso del secondo giro (41º assoluto) del Draft NFL 2011 dai Washington Redskins. Al college ha giocato a football coi Clemson Tigers.

## Carriera professionistica

### Washington Redskins
Jenkins fu scelto dai Washington Redskins nel corso del secondo giro del Draft 2011. Nella sua stagione da rookie non disputò alcuna partita a causa della rottura del legamento collaterale anteriore subito in una gara di pre-stagione contro i Baltimore Ravens. Debuttò come professionista nella vittoria della settimana 1 della stagione 2012 contro i New Orleans Saints. Nella stagione 2012 disputò tutte le 16 partite della stagione regolare dei Redskins, 14 delle quali come titolare, mettendo a segno 25 tackle.
Il 28 luglio 2013 fu annunciata la sospensione di Jenkins per le prime quattro gare della stagione 2013 per aver assunto sostanze proibite dalla lega.

## Statistiche
| Partite totali      | 16 |
| Partite da titolare | 14 |
| Tackle              | 25 |
| Sack                | 0  |
| Intercetti          | 0  |

Statistiche aggiornate alla stagione 2012